# Gare de Rarogne
La gare de Rarogne (ou Raron en Allemand) est une gare ferroviaire située sur le territoire de la commune suisse de Rarogne dans le canton du Valais.

## Situation ferroviaire
Établie à 638,4 mètres d'altitude, la gare de Rarogne est située au point kilométrique 130,09 de la ligne du Simplon.
La gare est dotée de trois voies dont deux permettant l'arrêt des trains le long d'un unique quai central.

## Histoire
La gare de Rarogne a été mise en service en 1878 avec la mise en service du tronçon de Loèche à Brigue de la ligne du Simplon.

## Service des voyageurs

### Accueil
Gare des CFF, elle dispose d'un bâtiment voyageurs fermé ainsi que d'un quai central couvert sous lequel se trouve un distributeur automatique de titres de transport. La gare n'est pas accessible aux personnes à mobilité réduite.
Un parc relais de 38 places est situé devant le bâtiment voyageurs de la gare.

### Desserte
La gare fait partie du RER Valais, assurant des liaisons rapides à fréquence élevée dans l'ensemble du canton de Valais exploitées par RegionAlps. Elle est desservie une fois par heure de Brigue à Saint-Gingolph et une deuxième fois par heure du lundi au vendredi de Brigue à Monthey.
- R : (Saint-Gingolph - Le Bouveret -) Monthey - Saint-Maurice - Martigny - Sion - Sierre - Loèche - Raron - Viège - Brigue (omnibus)

### Intermodalité
La gare de Rarogne est en correspondance à une centaine de mètres avec les téléphériques « Raron - Eischoll » et « Raron - Unterbäch », permettant l'accès tout au long de la journée aux communes susnommées. Elle est également par les lignes d'autobus RegionAlps no 491 et 493 reliant Viège à la Gampel-Steg et Loèche ainsi que 494 entre Gampel-Steg et la localité de Saint-Germain.